# Requena de Campos
Requena de Campos ist ein nordspanisches Dorf und Hauptort einer Gemeinde (municipio) mit 30 Einwohnern (Stand: 2024) in der Provinz Palencia in der Autonomen Gemeinschaft Kastilien-León. 

## Lage und Klima
Requena de Campos liegt in der Region Tierra de Campos auf der kastilischen Hochebene in einer Höhe von ca. 790 m. Die Provinzhauptstadt Palencia befindet sich mit ihrem Stadtzentrum etwa 29 Kilometer (Fahrtstrecke) südsüdwestlich. 
Das Klima im Winter ist durchaus kalt, im Sommer dagegen warm bis heiß; die eher spärlichen Regenfälle (ca. 530 mm/Jahr) fallen überwiegend im Winterhalbjahr.

## Bevölkerungsentwicklung
| Jahr      | 1970 | 1981 | 1991 | 2001 | 2011 | 2021 |
| Einwohner | 146  | 78   | 59   | 44   | 23   | 23   |

## Sehenswürdigkeiten

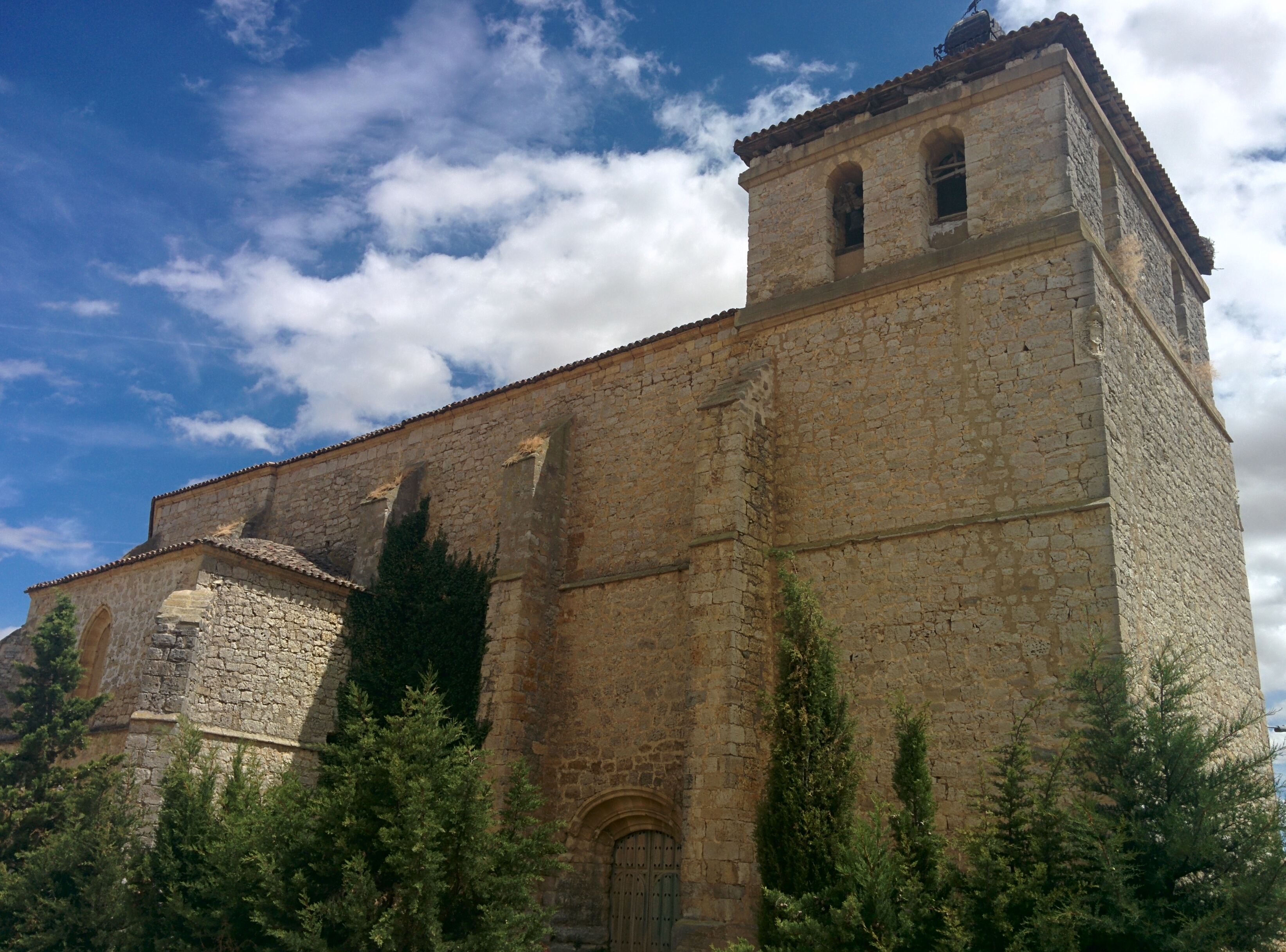
Michaeliskirche
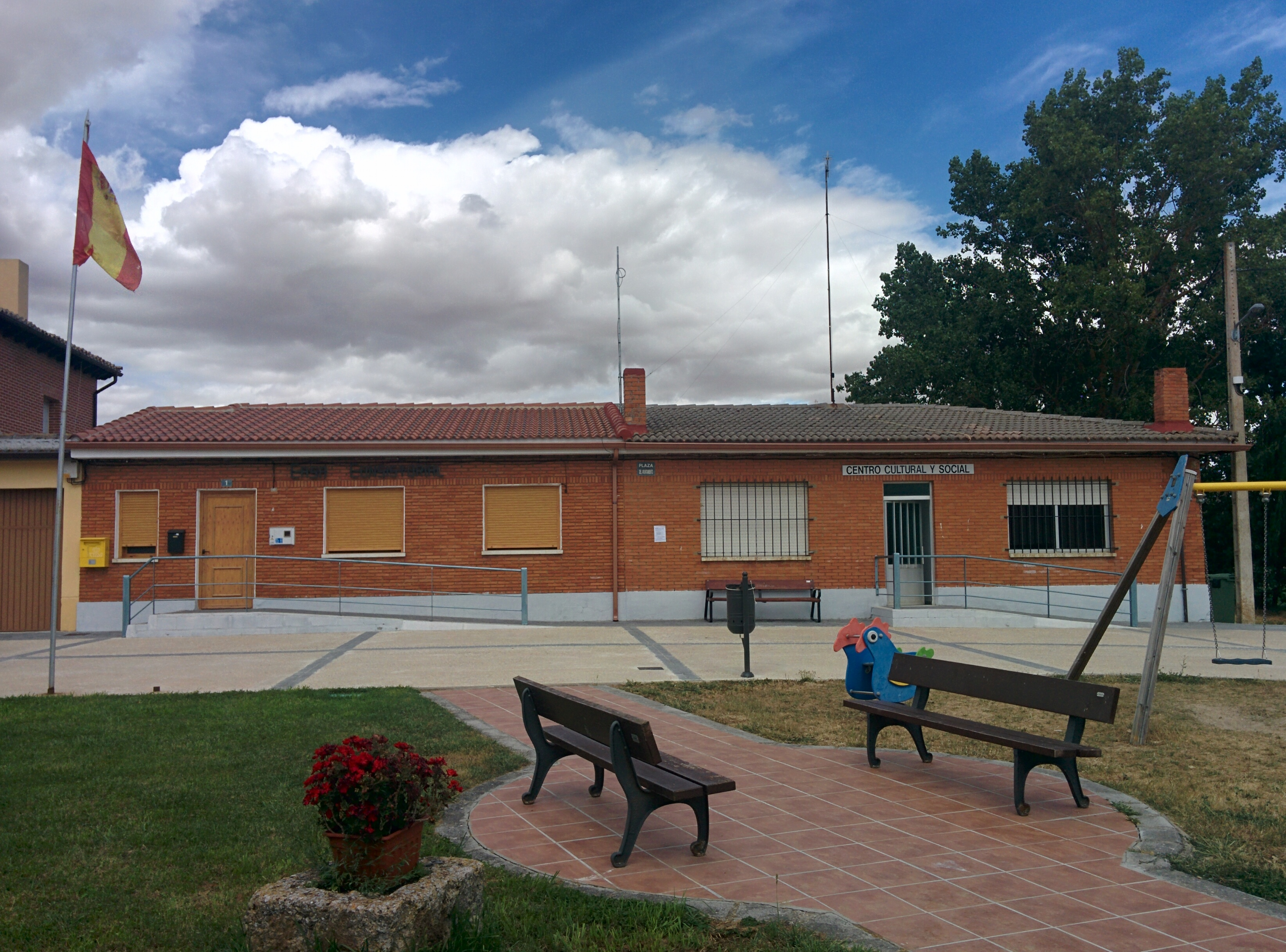
Rathaus

- Michaeliskirche
- Rathaus